# Schildetal
Schildetal település Németországban, Mecklenburg-Elő-Pomeránia tartományban. Lakosainak száma 773 fő (2023. december 31.).

## Népesség
A település népességének változása:
| Lakosok száma | 830  | 838  | 806  | 794  | 775  | 760  | 758  | 764  | 774  | 773  |
|               | 2009 | 2010 | 2011 | 2012 | 2013 | 2017 | 2019 | 2021 | 2022 | 2023 |